# III: Temples of Boom
III: Temples of Boom (englisch für Tempel des Donnerns) ist das dritte Studioalbum der US-amerikanischen Rap-Gruppe Cypress Hill. Es erschien am 31. Oktober 1995 über die Labels Ruffhouse und Columbia Records und wurde in den USA für mehr als eine Million verkaufte Einheiten mit Platin ausgezeichnet.

## Covergestaltung
Das Albumcover ist in schwarz-weiß gehalten, es zeigt eine in schwarz gekleidete Person, die über eine Treppe in Richtung des Eingangs eines Tempels geht. Links und rechts neben der Treppe befinden sich tiefe Abgründe. Die Schriftzüge Cypress Hill und III: Temples of Boom sind links oben im Bild.

## Gastbeiträge
Zum ersten Mal sind auf einem Cypress Hill-Album Gastbeiträge von anderen Künstlern zu hören. So treten die Wu-Tang-Clan-Rapper RZA und U-God beim Song Killa Hill Niggas in Erscheinung.

## Titelliste
| Professionelle Bewertungen | Professionelle Bewertungen |
| -------------------------- | -------------------------- |
| Kritiken                   |                            |
| Quelle                     | Bewertung                  |
| allmusic                   | [ 3 ]                      |

| #  | Titel                                   | Gastbeiträge  | Produzent | Länge |
| -- | --------------------------------------- | ------------- | --------- | ----- |
| 1  | Spark Another Owl                       |               | DJ Muggs  | 3:40  |
| 2  | Throw Your Set in the Air               |               | DJ Muggs  | 4:08  |
| 3  | Stoned Raiders                          |               | DJ Muggs  | 2:54  |
| 4  | Illusions                               |               | DJ Muggs  | 4:28  |
| 5  | Killa Hill Niggas                       | RZA und U-God | RZA       | 4:04  |
| 6  | Boom Biddy Bye Bye                      |               | DJ Muggs  | 4:05  |
| 7  | No Rest for the Wicked                  |               | DJ Muggs  | 5:01  |
| 8  | Make a Move                             |               | DJ Muggs  | 4:34  |
| 9  | Killafornia                             |               | DJ Muggs  | 2:57  |
| 10 | Funk Freakers                           |               | DJ Muggs  | 3:17  |
| 11 | Locotes                                 |               | DJ Muggs  | 3:39  |
| 12 | Red Light Visions                       |               | DJ Muggs  | 1:47  |
| 13 | Strictly Hip Hop                        |               | DJ Muggs  | 4:34  |
| 14 | Let It Rain                             |               | DJ Muggs  | 3:46  |
| 15 | Everybody Must Get Stoned               |               | DJ Muggs  | 3:03  |
| 16 | Smuggler’s Blues (Bonus-Track in Japan) |               | DJ Muggs  | 4:23  |

## Kommerzieller Erfolg

### Chartplatzierungen und Singles
Das Album stieg in der 46. Kalenderwoche des Jahres 1995 auf Platz 19 in die deutschen Charts ein. In den folgenden Wochen belegte es die Positionen 55; 20 und 30. Insgesamt hielt sich III: Temples of Boom neun Wochen in den Top 100. In den USA stieg das Album auf Platz 3 ein und hielt sich 34 Wochen in den Charts.
Als Singles wurden Throw Your Set in the Air, Illusions und Boom Biddy Bye Bye ausgekoppelt.

### Auszeichnungen für Musikverkäufe
| Land/Region                  | Auszeichnungen für Musikverkäufe (Land/Region, Auszeichnung, Verkäufe) | Verkäufe  |
| ---------------------------- | ---------------------------------------------------------------------- | --------- |
| Kanada (MC)                  | Gold                                                                   | 50.000    |
| Neuseeland (RMNZ)            | Platin                                                                 | 15.000    |
| Vereinigte Staaten (RIAA)    | Platin                                                                 | 1.000.000 |
| Vereinigtes Königreich (BPI) | Gold                                                                   | 100.000   |
| Insgesamt                    | 2× Gold · 2× Platin ·                                                  | 1.165.000 |